# Euphydryas phaeton
Euphydryas phaeton es una especie de mariposa de la familia Nymphalidae, subfamilia Nymphalinae, tribu Melitaeini, género Euphydryas.
Usa una variedad de plantas hospederas de las familias Scrophulariaceae, Caprifoliaceae, Plantaginaceae, etc.

## Distribución
Se encuentra en el este de Estados Unidos y de Canadá. 